# Vernon (Colúmbia Britânica)

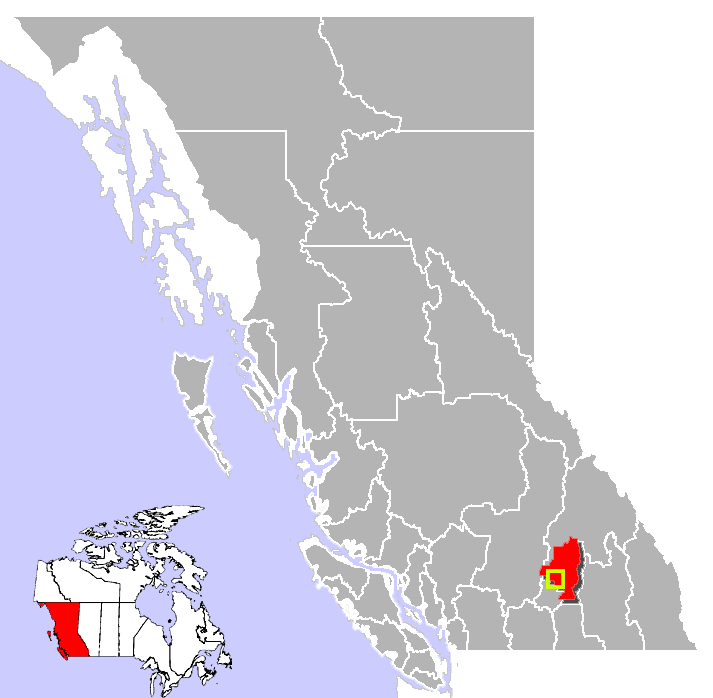
Localização de Vernon na Colúmbia Britânica.

Vernon (50.27° N N 119.27° O) é uma cidade do Canadá, província de Colúmbia Britânica. Sua população é de 33,494 habitantes (do censo nacional de 2001).